# PV Telescopii-variabel
PV Telescopii-variabel är en typ av variabel stjärna som är etablerad i General Catalogue of Variable Stars med akronymen PVTEL. Denna klass av variabler definieras som "superjättar med spektrallinjer av helium, Bp-stjärnor med svaga vätelinjer och förstärkta linjer av He och C i spektret". Det vill säga, vätespektrallinjerna i dessa stjärnor är svagare än normalt för en stjärna av spektralklass B medan linjerna av helium och kol är starkare. Prototypen för denna kategori är HD 168476, även känd som PV Telescopii. Den genomgår små men komplexa luminositetsvariationer och radialhastighetsfluktuationer. Stjärnor av denna typ har ett extremt underskott av väte jämfört med andra stjärnor av spektralklass B och varierar i magnitud i en tidsskala som sträcker sig från några timmar till flera år. År 2008 fanns det femton bekräftade PV Tel-variabler i General Catalogue of Variable Stars.

PV Telescopii-variabler är indelade i tre olika typer utifrån spektraltyp: typ I representerar sena B- och A-stjärnor, typ II representerar O- och tidiga B-stjärnor och typ III representerar F- och G-stjärnor. Typ III-stjärnorna är alltid kolrika och har underskott av väte, medan stjärnor typ I och II stjärnor inte nödvändigtvis har ett överskott av kol. De varmare typerna pulserar snabbare än svalare.

## Lista över PV Telescopii-variabler
Följande lista innehåller ett urval av PV Telescopii-variabel som är av intresse för både amatör- och professionell astronomi. Om inget annat anges representerar de givna storheterna V-bandet.
| Star               | Maximum magnitud | Minimum magnitud | Typ      | Spectral typ       |
| ------------------ | ---------------- | ---------------- | -------- | ------------------ |
| Ypsilon Sagittarii | 4,43             | 4,65             | I (nr 1) | F2p                |
| HD 182040          | 6,95             | 7,17             | III      | C...               |
| HM Librae          | 7,42             | 7,63             | III      | C                  |
| KS Persei          | 7,60             | 7,85             | I        | A5Iap              |
| PV Telescopii      | 9,24             | 9,40             | I        | B5p                |
| BD +1 4381         | 9,47             | 9,60             | I        | F                  |
| CD -35 11760       | 9,62             | 9,83             | I        | B4Ibe              |
| HD 160641          | 9,78             | 10,08            | II       | sdOC9.5II-III_He40 |
| DN Leonis          | 9,91             | 10,00            | II       | Bp                 |
| HD 124448          | 9,94             | 10,03            | II       | B3p                |
| NO Serpentis       | 10,27            | 10,39            | B        |                    |
| V1920 Cygni        | 10,30            | 10,41            | I        | B2/3               |
| CPD -58 2721       | 10,40            | 10,60            | I        | B+...              |
| BD -9 4395         | 10,44            | 10,63            | II       | B                  |
| LS IV -1 2         | 10,95            | 11,05            | I        | OB+                |

## Anteckningar
1. Även spektroskopisk dubbelstjärna, möjligen förmörkelsevariabel.